# Flughafen Mbala

i7
i11
i13
Der Flughafen Mbala (IATA-Code: MMQ, ICAO-Code: FLBA) bedient die Stadt Mbala in der Nordprovinz von Sambia. Der Flughafen liegt rund drei Kilometer westlich des Stadtzentrums auf dem Gelände der Samora Machel Airbase, einem Luftwaffenstützpunkt der Sambischen Luftstreitkräfte (Zambian Air Force). Am 10. April 2015 gab der sambische Präsident Edgar Lungu den Luftwaffenstützpunkt zur Mitbenutzung durch zivile und kommerzielle Flüge frei, um dadurch den Tourismus in der Nordprovinz zu stärken. Die asphaltierte Landebahn ist 2600 m lang.